# Mimas (mjesec)
Mimas ili Mima (također Mimant, Saturn I), prirodni je satelit Saturna kojeg je 1789. otkrio William Herschel. Ime je dobio po gigantu Mimantu iz grčke mitologije. Unutarnji pravilni satelit s promjerom od 397,2 km i orbitalnim periodom od 22 sata 37 minuta i 5 sekundi. Kruži na udaljenosti od 185 520 km.
Ima masu od 3,84·1019kg, a srednja gustoća Mimasa je 1,17 g/cm³ što upućuje da je mjesec uglavnom načinjen od leda te možda manje količine kamena. Najuočljiviji oblik na mjesecu Mimasu je krater Herschel, koji pokriva gotovo trećinu njegova promjera; stijenke kratera su približno 5 km visoke, dok neki dijelovi dna kratera dostižu i dubinu od 10 km u odnosu na srednju razinu površine. Ima i neobičnu temperaturnu raspodjelu, temperatura tla je na jednoj polutci veća nego na drugoj.
Mimas ima i zanimljivo teturanje, koje je dvostruko veće od očekivanoga, s nagibom naprijed-nazad od 6 km. Tim iz SAD-a, Francuske i Belgije došao je do ovog zaključka 2014. godine. Još uvijek nije poznat točan razlog, a zasad najbolje objašnjenje je ocean ispod površine, kao kod Enceladusa, jer kora na oceanu može lako teturati. Kao alternativna objašnjenja spominju se i izdužena jezgra oblika ragbijaške lopte dimenzija 20 x 60 km, te krater Herschel kao mogući, ali ne baš vjerojatni razlog teturanja. Poput našeg Mjeseca, Mimas je prema Saturnu okrenut uvijek jednom istom stranom. I naš Mjesec također blago tetura. No kada su znanstvenici obavili sve proračune, zaključili su da se Mimas naginje naprijed – nazad punih šest kilometara. Za tijelo promjera manjeg od 400 kilometara to je jako puno, zapravo dvostruko više nego što bi se očekivalo na temelju njegovih dimenzija i orbite. Kada su dobili ove rezultate, stručnjaci su prvo pokušali utvrditi mogu li se oni objasniti deformacijom koja je nastala u području golemog kratera koji prekriva trećinu vidljive površine Mimasa. No čak i golema anomalija u masi, nastala u sudaru s nekim tijelom, nije mogla objasniti teturanje. Ako pod korom Mimasa uistinu postoji ocean vode, onda također postoji mogućnost da u njoj ima života.
Mjesec Mimas je poznat i po nadimku Zvijezda smrti jer nalikuje na zloglasnu svemirsku stanicu iz Ratova zvijezda.

## Vanjske poveznice
Astronomska sekcija Fizikalnog društva Split - Mimas, saturnov satelit  Arhivirana inačica izvorne stranice od 3. rujna 2005. (Wayback Machine)